# エムオン・エンタテインメント
株式会社エムオン・エンタテインメント（M-ON! Entertainment Inc.）は、かつて存在した放送・出版・ネットのメディア事業を行う企業。ソニー・ミュージックソリューションズ（SMS）の子会社で、ソニー・ミュージックエンタテインメント（SMEJ）グループ内ではエンタテインメントソリューションビジネスグループに属していた。
2012年4月1日、MUSIC ON! TV（エムオン!）を運営する衛星基幹放送事業者のミュージック・オン・ティーヴィと出版社であるソニー・マガジンズが合併して発足した。

## 沿革
CBS・ソニー出版 → ソニー・マガジンズ
- 1972年2月 - 株式会社CBS・ソニー出版部エイプリルミュージックを設立。
- 1974年4月 - 株式会社エイプリル・ミュージック（現・ソニー・ミュージックアーティスツ）を設立。
- 1979年2月 - 株式会社CBS・ソニー出版を設立。
- 1991年4月 - CBS・ソニー出版、株式会社ソニー・マガジンズに商号変更。

SME TV → ミュージック・オン・ティーヴィ
- 1998年3月2日 - 株式会社エスエムイー・ティーヴィ（SME TV Inc.）設立。
- 1998年7月1日 - SME TV、音楽専門チャンネル「Viewsic」開局。
- 2004年5月1日 - SME TV、商号を株式会社ミュージック・オン・ティーヴィに変更。同社が運営するチャンネルも「MUSIC ON! TV」に変更。

ミュージック・オン・ティーヴィとソニー・マガジンズ合併以降
- 2012年4月1日 - ミュージック・オン・ティーヴィとソニー・マガジンズが合併。新商号は株式会社エムオン・エンタテインメントに。本社は旧ミュージック・オン・ティーヴィ本社であった青葉六本木ビルとなる。
- 2012年5月7日 - 旧ソニー・マガジンズのオフィスが青葉六本木ビルに移転（同時期にライブハウス「Zepp」を運営するZeppライブエンタテインメントも本社を同ビルに移転）。
- 2012年9月1日 - スカパー!e2（現・スカパー!）における「MUSIC ON! TV」の放送をハイビジョン化。それに伴いシー・ティ・ビー・エス（現・CS-TBS）から衛星基幹放送事業を承継。
- 2014年1月29日 - KDDIと業務提携し、auスマートフォン向け専用（iOS 5.0以降のiPhone、iPad、iPad miniを含む）エンタメ情報配信サービス「DAILY MUSIC」の提供を開始。
- 2014年12月5日 - アイドルスケジュールサイト「idolscheduler」の運営を譲受、「GiRLPOP Scheduler」としてリニューアル。
- 2015年4月1日 - エンタテインメントのニュース記事を集約したウェブサイト「M-ON! Press」をオープン。
- 2020年4月1日 - 株式交換でSMEJからSMSの子会社になる。
- 2021年11月1日 - 株式会社ソニー・ミュージックソリューションズとの吸収合併により解散

## 主な事業
放送メディア事業
- MUSIC ON! TV（エムオン!）
  - スカパー!にて直営放送を行っている他、スカパー!プレミアムサービスの衛星一般放送事業者はスカパー・ブロードキャスティング → スカパー・エンターテイメント。

出版メディア事業
- WHAT's IN?（1988年創刊、2014年1月号で休刊発表後撤回、2016年4月号で休刊）
- PATi PATi（PATi►PATi）（1984年創刊、2013年10月号で休刊、WEB版へ移行、2015年3月末WEB版更新停止）
- リスアニ!
- デジモノ×ステーション
- GRAND PRIX SPECIAL（2016年1月号で休刊）
- andGIRL
- mamagirl
- ALOHAEXPRESS
- GiRLPOP
- 他各種書籍・ムック等

ネットメディア事業
- リスアニ!WEB

その他の事業
- ライブイベント等の企画制作
- 新しいメディアの企画開発
- コンテンツの企画開発